# Jorge Henn
Jorge Antonio Henn (Santa Fe, provincia de Santa Fe, 1 de octubre de 1968) es un político, que ejerció los cargos de vicegobernador y diputado de la provincia de Santa Fe por el Frente Progresista Cívico y Social, además de concejal por la ciudad capital. Es dirigente de la Unión Cívica Radical y Abogado de profesión.

## Biografía
Comenzó su militancia política a los 18 años en la Unión Cívica Radical. En el partido ocupó los cargos de Presidente de la Juventud Radical de la Seccional 12 de la Ciudad de Santa Fe, Presidente de la U.C.R. Seccional 12 y Vicepresidente de la J.R. en el Comité Departamental.
Se recibió de Abogado en la Universidad del Litoral en 1993.Ejerció su profesión hasta el año 2005 en su ciudad natal. 
Fue Secretario de Bloque Radical del Honorable Concejo Municipal de la ciudad de Santa Fe entre los años 1999 y 2001. En ese año asumió su primer mandato como Concejal de la misma ciudad, cargo que renovó en el año 2005 encabezando la lista del Frente Progresista Cívico y Social que logró por primera vez imponerse en elecciones en la ciudad.
Durante los años 2008 y 2009 se desempeñó como Presidente del Concejo Municipal de Santa Fe, donde el principal eje de gestión se focalizó en la apertura del Concejo a las instituciones y ciudadanía en general. 
En este período se realizó por primera vez en la historia de la ciudad una sesión fuera del recinto. También se creó el Concejo Joven, donde los estudiantes de nivel medio participaban de debates y sancionaban proyectos. En materia de transparencia se facilitó el acceso a la información pública con la creación del Centro de Atención Ciudadana.

En el 2011, fue elegido vicegobernador de la provincia de Santa Fe por el Frente Progresista Cívico y Social, asumiendo el 11 de diciembre del mismo año, y concluyendo su función el 10 de diciembre de 2015.
En 2015, nuevamente por sufragio popular, y ocupando el segundo lugar de la lista detrás del entonces gobernador Antonio Bonfatti, obtuvo una banca como diputado Provincial de la provincia de Santa Fe, cargo que ocupó durante cuatro años.
Con anterioridad a la Convención de Gualeguaychú, que confirmó el acuerdo de la Unión Cívica Radical con el PRO, que terminó llamándose Cambiemos, Jorge Henn ha sido uno de los principales opositores a esa alianza, manifestando que iba en contra de los principios del partido radical. 
A comienzos de 2017, Henn tomó fuerte relevancia, cuando da a conocer dos cartas abiertas a los medios, la primera pidiendo la salida de la UCR de Cambiemos, manifestando "El PRO se ha sincerado", en alusión al ingreso de este partido a la Unión Internacional Demócrata. La otra carta relevante fue dirigida al presidente de la UCR, José Manuel Corral, pidiéndole que hable respecto a los escándalos que salpicaron al gobierno de Mauricio Macri respecto a una deuda del Grupo SOCMA con el Estado Nacional por el Correo Argentino, en esta oportunidad Henn manifestaba “esta lamentable decisión del gobierno, exhibe con claridad lo que le venimos reclamando a usted desde aquel día que se concretó el acuerdo de Gualeguaychú, que fue la peor decisión de la historia de la UCR y que ató al partido a un programa de gobierno que se encuentra, como siempre lo remarcó Raúl Alfonsín, en las antípodas del pensamiento radical”.
Para las elecciones del año 2019, presentó su candidatura a Senador Provincial por el Departamento La Capital, continuando en el Frente Progresista Cívico y Social pese a la intervención del Comité Nacional de la UCR, encabezado por Alfredo Cornejo, producto de que los convencionales provinciales no aceptaron la adhesión del partido al frente Cambiemos. En las PASO 2019 se impuso en la interna del Frente Progresista y compitió por la senaduría el 16 de junio de 2019, donde pese a sus casi 90.000 votos, no pudo superar al cantante de cumbia Marcos Castelló, quien se quedó con la banca.
A fines de 2019, luego de que se aprobara en la legislatura el proyecto "Abogado del niño", de su autoría, es electo Defensor del Pueblo para el Centro-Norte de Santa Fe.